# 茨韋西門
茨韦西门（德語：Zweisimmen）是瑞士的城镇，位于该国中西部，由伯尔尼负责管辖，面积73.04平方公里，五成半土地是农业用地，海拔高度947米，2011年人口2,947，人口密度每平方公里40人。